# Język ternate
Język ternate (indonez. bahasa Ternate) – język używany w północnej części Moluków w Indonezji (na północ od obszaru języka tidore), należący do niewielkiej rodziny północnohalmaherskiej. Jest to rodzimy język grupy etnicznej Ternate. Wraz z pozostałymi językami północnohalmaherskimi (peryferyjna grupa języków papuaskich) tworzy enklawę w obszarze zdominowanym przez rodzinę języków austronezyjskich.
Jest rozpowszechniony w indonezyjskiej prowincji Moluki Północne, zwłaszcza na wyspach Ternate i Hiri, Talimau i Moari (w grupie wysp Kayoa), w niektórych zakątkach północno-zachodniej Halmahery, a także wśród skupisk ludności Ternate na wyspach Bacan i Obi. Według danych szacunkowych z lat 80. XX w. posługiwało się nim wówczas nim 42 tys. ludzi, dla których był językiem ojczystym, a przynajmniej 20 tys. osób znało go jako dodatkowy (drugi) język.
Historycznie był głównym językiem Sułtanatu Ternate, regionalnej potęgi politycznej. Pełnił funkcję lingua franca północnych Moluków, a także stanowił źródło zapożyczeń we wschodniej Indonezji. Współcześnie w roli lingua franca zastępują go niespokrewnione odmiany malajskiego (o pochodzeniu austronezyjskim): malajski wyspy Ternate i indonezyjski . Uważany za zagrożony wymarciem, intensywność jego użycia wśród mieszkańców Ternate zmalała na skutek presji ze strony powyższych języków . W szerszym użyciu zachował się jedynie w odrębnej kulturowo północnej części wyspy. Wskutek kontaktu językowego przejął wiele austronezyjskich cech gramatyki.
W ternate zidentyfikowano zapożyczenia leksykalne z malajskiego, portugalskiego, niderlandzkiego, angielskiego i jawajskiego. Za pośrednictwem malajskiego zapożyczył słownictwo z obszaru Azji Południowej. W okresie od XVI do XVII w. państwo Ternate znajdowało się pod kontrolą portugalską. Na wyspie Ternate był niegdyś używany język kreolski na bazie portugalskiego („ternateño”). Kontakt z językiem niderlandzkim od XVII w. doprowadził do przejęcia przez ternate warstwy słownictwa europejskiego, które następnie przenikło do innych języków Moluków i miejscowych odmian malajskiego.
C.L. Voorhoeve (1988) sklasyfikował ternate i tidore jako dialekty jednego języka ternate-tidore. W innej pracy (1994) wyróżnił „język ternate” z dialektami ternate i tidore. Dość podobnie postąpili autorzy indonezyjskiej publikacji Peta Bahasa, zaliczając tidore do dialektów języka ternate.

## Klasyfikacja i cechy
Należy do rodziny języków północnohalmaherskich (North Halmahera, NH), toteż łączą go związki z językami Halmahery i językiem sąsiedniej wyspy Tidore (na południe od Ternate) . Języki NH są spokrewnione nie z większością języków Indonezji, lecz z pewnymi językami północno-zachodniej Nowej Gwinei; znalazły się w propozycji rodziny zachodniopapuaskiej. Ternate i tidore są jednymi z najmniej konserwatywnych reprezentantów rodziny północnohalmaherskiej, jeśli chodzi o zachowanie cech nieaustronezyjskich.
Ternate jest bardzo bliski językowi tidore, do tego stopnia, że oba etnolekty bywają rozpatrywane jako odmiany jednego języka (choć nie odpowiada to czynnikom etniczno-politycznym). Według analizy leksykostatystycznej, którą przeprowadził C.L. Voorhoeve, 80% podstawowego słownictwa tych języków stanowią formy pokrewne, a dostępne informacje sugerują, że obie grupy ludności rozumieją się między sobą. Występują między nimi systematyczne różnice dźwiękowe, a także stosunkowo niewielkie różnice w słownictwie i wyrazach gramatycznych (takich jak zaimki). Jak sugeruje John Bowden, rozgraniczenie języków ternate i tidore ma podłoże socjopolityczne, związane z istnieniem dwóch sułtanatów Ternate i Tidore. Pomimo bliskiego pokrewieństwa językowego społeczności Ternate i Tidore pozostają etnicznie odrębne i przywiązują wagę do swojej tożsamości. Zróżnicowanie wewnętrzne języka ternate (dialektalne i pokoleniowe), w obrębie wyspy Ternate i na innych obszarach jego użycia, nie zostało bliżej zbadane, lecz odnotowano drobne różnice w zakresie cech dźwiękowych i form dzierżawczych.
Dokładne związki ternate i tidore z innymi przedstawicielami rodziny północnohalmaherskiej nie zostały jednoznacznie określone. Niewykluczone, że są najbliżej spokrewnione z językiem sahu z zachodniej Halmahery, co współbrzmi z lokalną tradycją, zakładającą migrację z miejscowości Jailolo. W istocie języki ternate-tidore i sahu dzielą ze sobą pewne wspólne cechy fonologiczne i słownikowe. Niemniej w 1983 r. Voorhoeve bliżej powiązał sahu z pozostałymi językami Halmahery (aniżeli z ternate-tidore). Języki ternate-tidore i sahu łączy także szereg podobieństw typologicznych, co jest skutkiem postępujących zmian językowych.
Na poziomie gramatyki ternate wykazuje silne wpływy austronezyjskie, wynikające z wielowiekowego kontaktu językowego. Doszło do utraty niektórych cech charakterystycznych dla języków północnohalmaherskich. Z punktu widzenia typologii ternate przypomina język malajski (szyk zdania SVO – podmiot orzeczenie dopełnienie, zredukowana morfologia fleksyjna). Wskutek oddziaływania z jego strony odmiana czasownika, w innych językach rodziny wysoce rozbudowana, uległa wyraźnemu uproszczeniu. Formy czasowników w języku ternate nie wyrażają dopełnienia, ale nadal informują o podmiocie. W pełni zachował się z kolei szyk konstrukcji dzierżawczych possessor-possessum (określnik dzierżawczy zajmuje miejsce przed rzeczownikiem określanym). W ternate znany jest też rodzimy system klas rzeczowników.
Szyk zdania SVO jest stosunkowo rzadki w rodzinach języków papuaskich. Prawdopodobnie został zapożyczony ze źródła austronezyjskiego (zakłada się, że pierwotnie miał on postać SOV); cecha ta była zakorzeniona już na początku XVII w. Wraz z pojawieniem się porządku SVO poimki ustąpiły miejsca przyimkom. Analogiczne zmiany zaszły nie tylko w tidore, ale również w języku sahu i odosobnionym języku moi (zachodniomakiańskim). Pomimo zaniku szyku SOV w ternate i tidore utrzymują się cechy języków typu SOV, w tym obecność spójników zajmujących pozycję finalną w zdaniu składowym.

## Piśmiennictwo i rola historyczna
Piśmiennictwo w języku ternate zostało zapoczątkowane w XV wieku (lub wcześniej). O ile historycznie wykształcił tradycję literacką na bazie pisma arabskiego (wraz z nadejściem islamu), to współcześnie do jego zapisywania stosuje się alfabet łaciński (w ortografii indonezyjskiej). Języki ternate i tidore jako jedyne nieaustronezyjskie języki regionu (tzw. języki papuaskie) posiadały formą pisaną przed przybyciem Europejczyków. Pozostałe języki północnohalmaherskie wypracowały piśmiennictwo dopiero po nadejściu misjonarzy chrześcijańskich (II poł. XIX w.), którzy poświęcili się ich badaniom i tłumaczeniu Biblii. Wcześniej w roli języków pisanych, również w innych zakątkach regionu, występowały wyłącznie języki ternate i tidore. Najstarszy zachowany dokument w języku ternate powstał w XVII wieku. Ponadto z Sułtanatu Ternate pochodzą wczesne zabytki piśmiennictwa malajskiego, w postaci listów zaadresowanych do króla Portugalii (XVI w.). Pod względem stylu i gramatyki teksty te wyróżniają się tym, że zawierają pewne naleciałości z języka ternate, co świadczy o niedoskonałej znajomości malajskiego wśród piszących. Pismo w grafice arabskiej wyszło z obiegu w XX w., wraz z osłabieniem się pozycji rodzimego języka.
Język ternate wpłynął na leksykę kontaktowych odmian języka malajskiego i innych języków wschodniej Indonezji, w tym języków austronezyjskich. Wynika to z ekspansji wpływów Sułtanatu Ternate w części Archipelagu Malajskiego (od wyspy Mindanao na północy do Sumbawy na południu), w okresie od XVI do XVII w. Liczne pożyczki z tego języka występują nie tylko w miejscowym wariancie malajskiego, ale również w malajskim papuaskim (używanym w zachodniej części Nowej Gwinei) i malajskim miasta Manado. Jako język Sułtanatu Ternate rzutował na słownictwo pozostałych języków północnohalmaherskich, zwłaszcza języka sahu. W dużej mierze ukształtował warstwę słów alus (rejestr wysoki) w austronezyjskim języku taba oraz podobny rejestr w sąsiednim języku moi (oba z wyspy Makian). W kontakt z językiem ternate weszły też języki Moluków centralnych. Pożyczki z ternate znalazły się również w językach północnego i centralnego Sulawesi oraz okolic (np. w języku sangir, używanym na wyspach Sangihe). Języki północnego Sulawesi zapożyczyły z ternate wiele wyrazów związanych z władzą królewską i administracją. Prefiks maku-, formujący czasowniki wzajemnościowe (recyprokalne), przedostał się do prawie wszystkich odmian malajskiego we wschodniej Indonezji (w postaci baku-), a także do niektórych odmian zachodnich. Ternate użyczył słownictwa holenderskiego różnym językom Moluków i lokalnym odmianom malajskiego. Ternate jest uważany za prawdopodobny substrat, który miał udział w rozwoju jednej z odmian języka chavacano (ternateño) na Filipinach. W ternateño zachowało się jednak bardzo niewiele śladów języka ternate.
Odgrywa istotną rolę w tradycyjnych kulturach północnej Halmahery, zwłaszcza jako źródło zapożyczeń i utworów obrzędowych; jego użycie tradycyjne utrzymywało się jeszcze w końcowych dekadach XX w. Przynajmniej do lat 70. był stosowany w interakcjach ponadlokalnych (jako język drugi) w tej części kraju. Wśród ludności północnej Halmahery (m.in. Tobelo) jego zmodyfikowana postać (neo-Ternatese) przyjęła się jako język rytualny, tj. rejestr właściwy dla tradycyjnych pieśni, magicznych formuł i konsultacji małżeńskich. W języku tobelo zasoby ternate posłużyły do tworzenia imion, toponimów, nazw roślin i zwierząt oraz nazw związanych z techniką. Podobną rolę obrzędową spełnia u społeczności Sahu, historycznie blisko związanej z Ternate. Wśród ludu Kao zaobserwowano użycie języka ternate w ustnych dziełach literackich. Również w kulturach ludów południowej Halmahery (takich jak Gimán) przypisywano duże znaczenie temu językowi (czerpiąc z niego powiedzenia czy wykorzystując go w poezji). 
Wyspa Ternate uległa modernizacji jako pierwsza w archipelagu Moluków, a wśród grupy etnicznej Ternate bardzo wcześnie zakorzenił się język malajski. Świadectwa historyczne sugerują, że malajski był znany za czasów Magellana (czyli na długo przed powstaniem państwowości indonezyjskiej). Malajski został wprowadzony w wyniku kontaktów handlowych, zyskując na znaczeniu jako środek komunikacji międzyetnicznej (lingua franca). Ze względu na długookresowe kontakty językowe i wielojęzyczność ludności w języku ternate zaznaczyły się wpływy malajsko-indonezyjskie, które często sięgają podstawowej warstwy słownikowej (dotyczą również liczebników czy dni tygodnia). Pożyczki malajskie mają długą historię, bo zostały odnotowane także we wczesnych materiałach tekstowych z XVII w. Znaczące są też zmiany gramatyczne, które nastąpiły w ternate pod wpływem malajskiego i innych języków austronezyjskich, w tym zanik wysoce syntetycznej morfologii czasownika. 

## Sytuacja językowa
Niegdyś język ternate funkcjonował jako regionalna lingua franca, obok malajskiego. Prawdopodobnie zadomowił się równolegle z malajskim w XVII w., w okresie istnienia sułtanatów Ternate i Tidore. Był rozumiany przez grupy ludności, które znajdowały się pod wpływem Sułtanatu Ternate, a niektóre z nich przejęły go w związku z konwersją na islam. Na przełomie XIX i XX w. przyczynił się do zaniku etnolektu ibu, jednego z języków Halmahery. Pod koniec lat 50. XX w. wciąż służył jako główny język miasta Ternate, z wyłączeniem społeczności migranckich.
W niepodległej Indonezji wcześniej dominujący język ternate zaczął ustępować miejsca lokalnemu malajskiemu. Wraz ze zmianami w demografii doszło do redukcji przekazu międzypokoleniowego i obniżenia znaczenia tego pierwszego języka. Miasto Ternate, jako ośrodek handlu i edukacji, przyciągnęło bowiem migrantów z różnych zakątków kraju i środowisk językowych, a co za tym idzie – wzrosła rola malajskiego, który zdominował wszelkie sfery życia. Autochtoniczny język ternate został zepchnięty do roli języka ustnego, o niskiej randze społecznej. Wraz z ekspansją malajskiego przestał wywierać nacisk na inne języki północnych Moluków.
Malajski wyspy Ternate to główny język ludności miasta Ternate oraz lingua franca znacznej części wyspy Ternate, gdzie język ternate pozostaje w użyciu jako język etniczny. Zaobserowano, że lokalny malajski jest powszechnie przyswajany jako język prymarny (podstawowy), przed językiem etnicznym . Poziom znajomości i użycia rodzimego języka ternate różni się w zależności od lokalizacji. Językiem ternate posługują się przede wszystkim mieszkańcy północnych obszarów wyspy, co odzwierciedla historycznie ugruntowaną granicę kulturową. Na południu przeważa natomiast ludność napływowa, która jest słabo związana z tradycją grupy etnicznej Ternate i na co dzień nie używa języka ternate. Różnie przedstawia się także intensywność użycia ternate na poziomie poszczególnych miejscowości wyspy; według informacji z końca lat 90. XX w. najsilniejszą pozycję jako żywy środek komunikacji ma we wsiach oddalonych od miasta, aczkolwiek niekoniecznie pośród wszystkich grup wiekowych.
W środkach masowego przekazu (radiu i telewizji) i mediach społecznościowych największe znaczenie mają odmiany malajskiego, w tym język indonezyjski i malajski wyspy Ternate. Funkcję języka edukacji i języka pisanego pełni język indonezyjski, zapisywany alfabetem łacińskim. Rolę pomocniczą w szkołach odgrywa malajski wyspy Ternate. W nieformalnej komunikacji pisanej (w tym internetowej) preferowany jest lokalny malajski, ze sporadycznym użyciem języka ternate. Oprócz tego język ternate jest wykorzystywany w rodzimych obrzędach, tradycji literatury ustnej i utworach muzycznych.
Wśród ludności Ternate powszechne jest mieszanie kodów (odmian malajskiego i ternate). Na wyspie Ternate wykształcił się wręcz bliżej nieokreślony język mieszany, który łączy rodzime słownictwo z morfosyntaktyką malajską. Jest używany w pewnych sytuacjach społecznych (np. obrzędach) przez młodsze osoby, które w dzieciństwie w ogóle nie przyswoiły języka ternate.
Jest konsekwentnie klasyfikowany jako język zagrożony wymarciem, zarówno przez źródła indonezyjskie, jak i zagraniczne. Na pocz. XXI w. podjęto działania na rzecz wzmocnienia żywotności języka ternate, m.in. poprzez wprowadzenie go do szkół (od 2010 r.), opracowanie materiałów dydaktycznych i koordynację wydarzeń kulturalnych (w tym konkursów). Przeszkodami dla rewitalizacji są m.in. nieoptymalny charakter nauczania (nieskuteczność stosowanych metod, brak długoterminowej systematyczności w organizacji zajęć) oraz niesprzyjające warunki społeczne i rodzinne dla codziennego posługiwania się tym językiem (poza zajęciami). Do wysiłków rewitalizacyjnych dołączyły nieformalne inicjatywy w postaci bezpłatnych kursów językowych. 

## Literatura lingwistyczna
Język ternate nie został dobrze udokumentowany. Wczesne poświęcone mu materiały pochodzą z XIX wieku, a pierwsze (skrótowe) opracowanie gramatyczne (sporządzone w 1958 roku) ukazało się w 1991 roku.
Istnieje kilka opisów jego gramatyki i słownictwa:
- (1917) Kitab arti logat Ternate; Woordenlijst van het Ternatesch (met Maleisch-Nederlandsche verklaringen)[104]
- (1983) Struktur bahasa Ternate[105] [e]
- (1991) The Ternate Language[106]
- (1994) Struktur bahasa Ternate[107]
- (2001) A Descriptive Study of the Language of Ternate, the Northern Moluccas, Indonesia[108]
- (2009) Kamus Ternate-Indonesia[109]

Spis słów zawiera także publikacja:
- (1890) Bijdragen tot de kennis der residentie Ternate[110]

Zebrano pewne teksty w języku ternate:
- (1930) Ternate’sche teksten[111]

## System dźwiękowy
Podano za Hayami-Allen 2001 ↓, s. 23–27.
Spółgłoski
|                           |              | wargowe | dziąsłowe | podniebienno- dziąsłowe | podniebienne | miękko- podniebienne | krtaniowe |
| ------------------------- | ------------ | ------- | --------- | ----------------------- | ------------ | -------------------- | --------- |
| nosowe                    | nosowe       | m       | n         |                         | ɲ            | ŋ                    |           |
| zwarte zwarto-szczelinowe | bezdźwięczne | p       | t         | tʃ                      |              | k                    |           |
| zwarte zwarto-szczelinowe | dźwięczne    | b       | d         | dʒ                      |              | ɡ                    |           |
| szczelinowe               | bezdźwięczne | f       | s         |                         |              |                      |           |
| szczelinowe               | dźwięczne    |         |           |                         |              |                      |           |
| aproksymanty              | centralne    | w       |           |                         | j            |                      | h         |
| aproksymanty              | boczne       |         | l         |                         |              |                      |           |
| uderzeniowe               | uderzeniowe  |         | ɾ         |                         |              |                      |           |

Samogłoski
|             |             | przednie | centralne | tylne |
| ----------- | ----------- | -------- | --------- | ----- |
| przymknięte | przymknięte | i        |           | u     |
| średnie     | średnie     | e        |           | o     |
| otwarte     | otwarte     |          | a         |       |

## System zaimków
Podano za Hayami-Allen 2001 ↓, s. 218–219.
|        |      |            | niezależne | dzierżawcze | klityki |
| ------ | ---- | ---------- | ---------- | ----------- | ------- |
| 1. os. | lp.  | lp.        | ngori      | ri-         | to-     |
| 1. os. | lm.  | inclusivus | ngone      | na-, nga-   | fo-     |
| 1. os. | lm.  | exclusivus | ngom       | mi-         | mi-     |
| 2. os. | lp.  | lp.        | ngana      | ni-         | no-     |
| 2. os. | lm.  | lm.        | ngon       | na-         | ni-     |
| 3. os. | lp.  | m.         | una        | i-          | o-      |
| 3. os. | lp.  | ż.         | mina       | mi-         | mo-     |
| 3. os. | lm.  | ludzie     | ana        | na-, nga-   | i-      |
| 3. os. | inne | inne       | ena        | ma-         | i-      |

Formy ngana i ngoni (starsza forma zaimka ngon) zostały zapożyczone przez język malajski Moluków Północnych. W języku ternate funkcjonują także formy wyrażające uniżenie i szacunek do odbiorcy: fangare (1. os. lp. m.), fajaru (1. os. lp. ż.), ngon (2. os. lm. w funkcji lp.). Zaimki fangare i fajaru można łączyć z ngom, tworząc uprzejme formy 1. os. lm. (fangare ngom, fajaru ngom). Zaimek ana występuje również jako forma liczby pojedynczej: grzecznościowa lub neutralna pod względem płci.
Przykładowe zdania z wykorzystaniem powyższych zaimków osobowych:
Kitab ne fangare tohaka se mina – „Dałem jej tę książkę”,
Kitab ne fajaru tohaka se mina – „Dałam jej tę książkę”,
Kitab ne ngana nohaka se mina – „Dałeś(-aś) jej tę książkę”.
W zdaniu zaimek można pominąć:
Kitab ne tohaka se mina – „Dałem(-am) jej tę książkę”,
Kitab ne nohaka se mina – „Dałeś(-aś) jej tę książkę”.
Możliwe są także konstrukcje, w których czasownik występuje w formie podstawowej:
Fangare waro ua – „Nie wiem” (forma męska),
Fangare lefo raima – „Już napisałem”.
Zaimki 1. os. lp. fangare i fajaru, rozróżniające płeć mówiącego, są charakterystyczne dla języków ternate i tidore. Występowanie takich form (zwłaszcza przy braku podobnego rozróżnienia w 2. os.) to cecha stosunkowo rzadka, choć spotykana w językach świata. Użycie form fangare i fajaru zarejestrowano również w niektórych językach Halmahery (kao, gamkonora).

## Porównanie leksykalne
Porównanie podstawowego słownictwa w językach północnohalmaherskich (Wada 1980 ↓, s. 510–524):
| polski     | indonezyjski | ternate  | galela    | loloda    | tobelo   |
| ---------- | ------------ | -------- | --------- | --------- | -------- |
| bać się    | takut        | kolofino | modo      | modongo   | modongo  |
| co         | apa          | koa      | okia      | okia      | okia     |
| człowiek   | orang        | mancía   | nyawa     | nyawa     | nyawa    |
| duży       | besar        | lamo     | lamo      | lamoko    | amoko    |
| imię       | nama         | ronga    | ronga     | romanga   | romanga  |
| jeść       | makan        | oho      | oḋo       | ojomo     | oŷomo    |
| kobieta    | perempuan    | foheka   | ngopedeka | ngowejeka | ngoheka  |
| mały       | kecil        | ici      | ece       | ceceke    | eteki    |
| mężczyzna  | laki-laki    | nonau    | yanau     | nauru     | nauru    |
| nos        | hidung       | ngun     | ngunu     | ngunungu  | ngunungu |
| pies       | anjing       | kaso     | kaso      | kaso      | kaho     |
| pięć       | lima         | romtoha  | motoha    | motoa     | motoa    |
| siedem     | tujuh        | tumdí    | tumudingi | tumudingi | tumidi   |
| ucho       | telinga      | ngau     | ngau      | ngauku    | ngauku   |
| włosy      | rambut       | hutu     | hutu      | utu       | utu      |
| wypowiadać | sebut        | waje     | temo      | temo      | temo     |

Przykładowe różnice między językiem ternate a językiem tidore (Hayami-Allen 2001 ↓, s. 217, 221):
| polski          | ternate | tidore  |
| --------------- | ------- | ------- |
| biały           | budo    | bulo    |
| co              | koa     | mega    |
| dawać           | haka    | toa     |
| dwa             | romdidi | malofo  |
| jajko           | boro    | gosi    |
| księżyc miesiąc | ara     | ora     |
| oko             | lako    | lao     |
| oni             | ana     | ona     |
| płakać          | ari     | reke    |
| przyjaciel      | dagimoi | dagilom |
| pytać           | ginado  | yam     |
| ty              | ngana   | ngona   |
| wnętrze         | daha    | doya    |